# Kistanje
Kistanje es un municipio de Croacia en el condado de Šibenik-Knin.

## Geografía
Se encuentra a una altitud de 241 m s. n. m. a 335 km de la capital nacional, Zagreb.

## Demografía
En el censo 2011 el total de población del municipio fue de 3 481 habitantes, distribuidos en las siguientes localidades:
- Biovičino Selo - 223
- Đevrske - 293
- Gošić - 46
- Ivoševci - 360
- Kakanj - 49
- Kistanje - 1 909
- Kolašac - 50
- Krnjeuve - 74
- Modrino Selo - 47
- Nunić - 110
- Parčić - 22
- Smrdelje - 111
- Varivode - 124
- Zečevo - 63

| Gráfica de población de Kistanje 1857-2011                          |
|                                                                     |
| Según los censos de población de la oficina estadística de Croacia. |